# Collaborateurs de l'Encyclopédie
Les collaborateurs de l'Encyclopédie sont les membres de la « société de gens de lettres » qui ont contribué à l'élaboration du Dictionnaire raisonné des sciences, des arts et des métiers de juin 1751 à décembre 1765, sous la direction de Diderot et D’Alembert.
Le présent article inclut explicitement les auteurs des planches et du frontispice qui font partie du même projet éditorial ; les contributeurs du Supplément, en revanche, sont présentés dans un article distinct.
La composition des 17 volumes de texte et 11 volumes de planches de l'Encyclopédie fut l’affaire de plus de 150 auteurs se réclamant, pour une large partie, du groupe intellectuel connu sous le nom de Philosophes ayant favorisé l’avancement de la science et de la pensée laïque en soutenant la tolérance, la rationalité et la largeur d’esprit caractéristiques des Lumières.
Au-delà des collaborateurs connus – au moins de nom –, il faut également considérer le fait que de nombreux articles ne sont pas signés et que certains auteurs ont expressément voulu se confiner dans l’anonymat. D'autres auteurs, comme Allard ou Dubuisson par exemple, nous demeurent bien mystérieux. Par ailleurs, l’étude, encore sporadique, des citations, emprunts et plagiat dans l’Encyclopédie – tant pour le texte que les illustrations – font apparaître un groupe de collaborateurs « indirects ».
— Denis Diderot

## Les collaborateurs de l’Encyclopédie

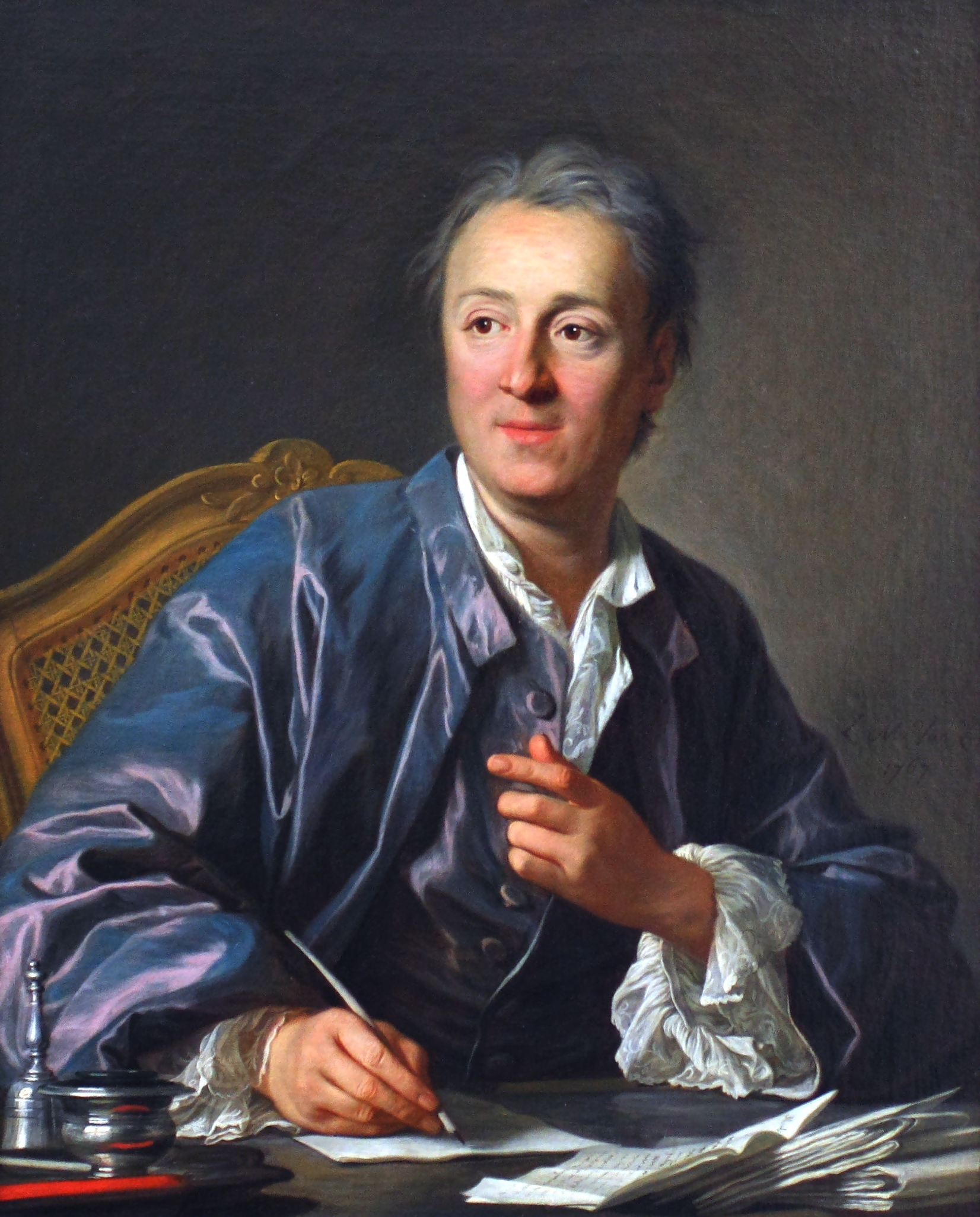
Diderot par Louis-Michel van Loo, 1767.

### Denis Diderot
Diderot venait de terminer la traduction du Dictionnaire de médecine de James lorsque l’éditeur Le Breton le chargea, le 16 octobre 1747, de reprendre le projet de traduction de l’anglais de la Cyclopaedia de Chambers, que Gua de Malves n’avait pu mener à bien. Diderot se chargea de l’histoire de la philosophie ancienne, rédigea le Prospectus et le Système des connaissances humaines, sans compter qu’il devait, avec D’Alembert, revoir tous les articles.
Un autre de ses fardeaux, et non des moindres, fut d’essuyer la tempête que provoqua l’Encyclopédie parmi les ennemis du parti philosophique au cri de ralliement d’« impiété, irréligion. » La cabale n’avait même pas attendu l’apparition de l’ouvrage pour le diffamer mais, en 1758, Abraham Chaumeix publia ses Préjugés légitimes contre l’Encyclopédie, et essai de réfutation de ce dictionnaire en 8 volumes. Vint ensuite la Religion vengée, ou réfutation des auteurs impies, en vingt volumes (1757-63) du récollet Hayer. Un père jésuite nommé Le Chapelain, dans un sermon prononcé devant le roi, fulmina contre l’Encyclopédie. L’archevêque de Paris, Christophe de Beaumont, lança un mandement, le Parlement de Paris (à partir de 1746), le président à mortier du Parlement de Paris Omer Joly de Fleury, un réquisitoire. Pompignan attaqua les philosophes jusqu’au sein de l’Académie tandis que Fréron criait à l’hérésie et au plagiat dans l'Année littéraire. Moreau, dans ses Cacouacs, Palissot, dans ses Petites lettres sur de grands philosophes (1757), ne cessaient de le harceler. Diderot ne répondait à ces persécutions de toutes espèces que par le silence. Palissot alla plus loin en donnant à la scène le 2 mai 1760, la comédie les Philosophes où il appelle Diderot une bête.
Tout ceci n’empêchera pas Diderot de rédiger ou superviser en tout plus de 5 000 articles, signés *, en matière d’économie, de mécanique, de philosophie, de politique et de religion dont « encyclopédie » et « autorité politique » jusqu’au jour où il put enfin écrire : « Le grand et maudit ouvrage est fini. »

### Le chevalier de Jaucourt

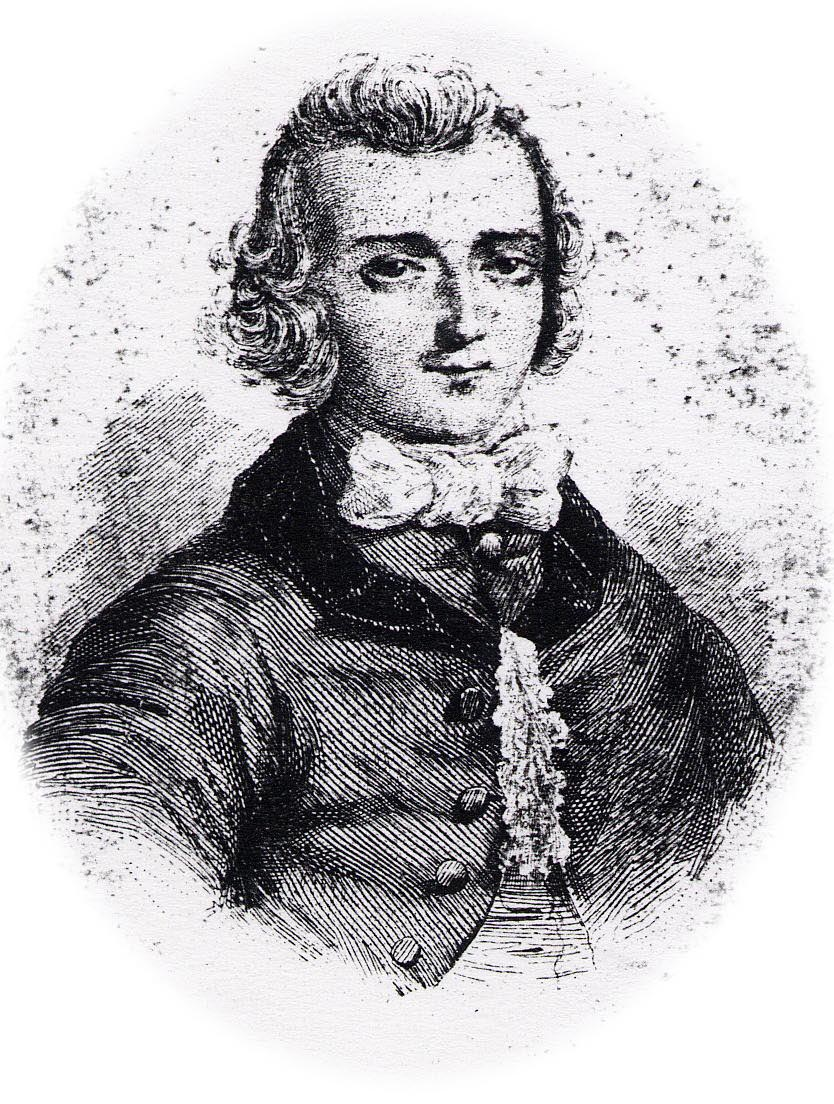
Louis de Jaucourt.

Louis de Jaucourt est peu connu par ailleurs mais est l’un des principaux rédacteurs dans les matières économique, littéraire, médecine et politique. Il est, en particulier, l’auteur des articles : « esclavage » et « traite des nègres (commerce d’Afrique) » demandant son abolition ou encore d’articles engagés tels que « guerre », « inquisition », « monarchie », « égalité naturelle », « patrie », « peuple » ou « presse »… Lorsque les adversaires des Lumières obtinrent temporairement gain de cause en réussissant à en faire interdire la publication en 1757, alors qu’elle en était au septième volume, et alors que les autres collaborateurs renonçaient, Jaucourt continua son travail de rédaction, allant jusqu’à rédiger quatre articles par jour en se faisant aider de secrétaires qu’il payait de sa poche. Lorsque les livraisons purent reprendre, après huit ans d’interdiction, il avait accumulé assez de matière pour que les dix derniers volumes puissent paraître la même année, en 1765. Ayant rédigé près de la moitié des articles des derniers tomes et, avec 17 000 articles, signés D.J., fournis à l’Encyclopédie, c’est le plus prolifique des encyclopédistes.

### D’Alembert
D’Alembert est l’auteur du Discours préliminaire de l'Encyclopédie et de plusieurs articles, dont Genève (voir ci-dessous) et collège, signés O. À partir de 1752, fatigué du déchaînement de brochures, de libelles, de clameurs, des persécutions de toutes espèces, dont la religion était le prétexte, contre l’Encyclopédie, D’Alembert, qui aimait avant tout son repos, se retira de l’entreprise en citant Virgile : « Deus nobis hæc otia fecit ». Dès lors, ses contributions seront limitées aux mathématiques, sujet peu sensible aux yeux des censeurs de l’époque. Il abandonnera définitivement le projet en 1759.

### Le Breton et Brullé
Le Breton est l’auteur de l’article « encre », mais c’est comme éditeur de l’Encyclopédie que se mesure son importance pour le projet encyclopédique qui, pour lui, constitue avant tout une entreprise commerciale. Lorsque les ennemis de l’Encyclopédie obtiennent, le 8 mars 1759, gain de cause avec la révocation de son privilège d’édition, l’offre faite à Diderot par Catherine II de poursuivre son Encyclopédie à Riga n’aurait manqué de le ruiner. Mais pour Diderot, l’engagement auprès des libraires, qui ont fait des avances pour l’Encyclopédie et dont il refuse de compromettre les intérêts n’est pas un vain mot et il décline la proposition. Cependant, ce dernier découvre avec horreur, en novembre 1764, qu’effrayé par le bruit et les menaces du parti dévot opposé à la publication de l’Encyclopédie, celui-ci l’avait « lâchement trompé » en altérant clandestinement, avec le « boucher… Ostrogoth » Brullé, les épreuves après le bon à tirer, sans prévenir de rien le directeur de l’Encyclopédie. Ce seront plus de quarante articles des dix derniers volumes dont des passages auront été réécrits par Le Breton de façon à en amoindrir, voire invertir, le sens ou simplement supprimés. Diderot écrivit à Le Breton avec indignation : « Vous m’avez mis dans le cœur un poignard que votre vue ne peut qu’enfoncer davantage ». Jamais Diderot ne fut plus prêt d’abandonner le projet qu’à ce moment, et il fallut toute l’énergie de Grimm et de Briasson, l’un des éditeurs associés de l’Encyclopédie, pour le convaincre de ne pas renoncer.

## Prosopographie

### Origine sociale

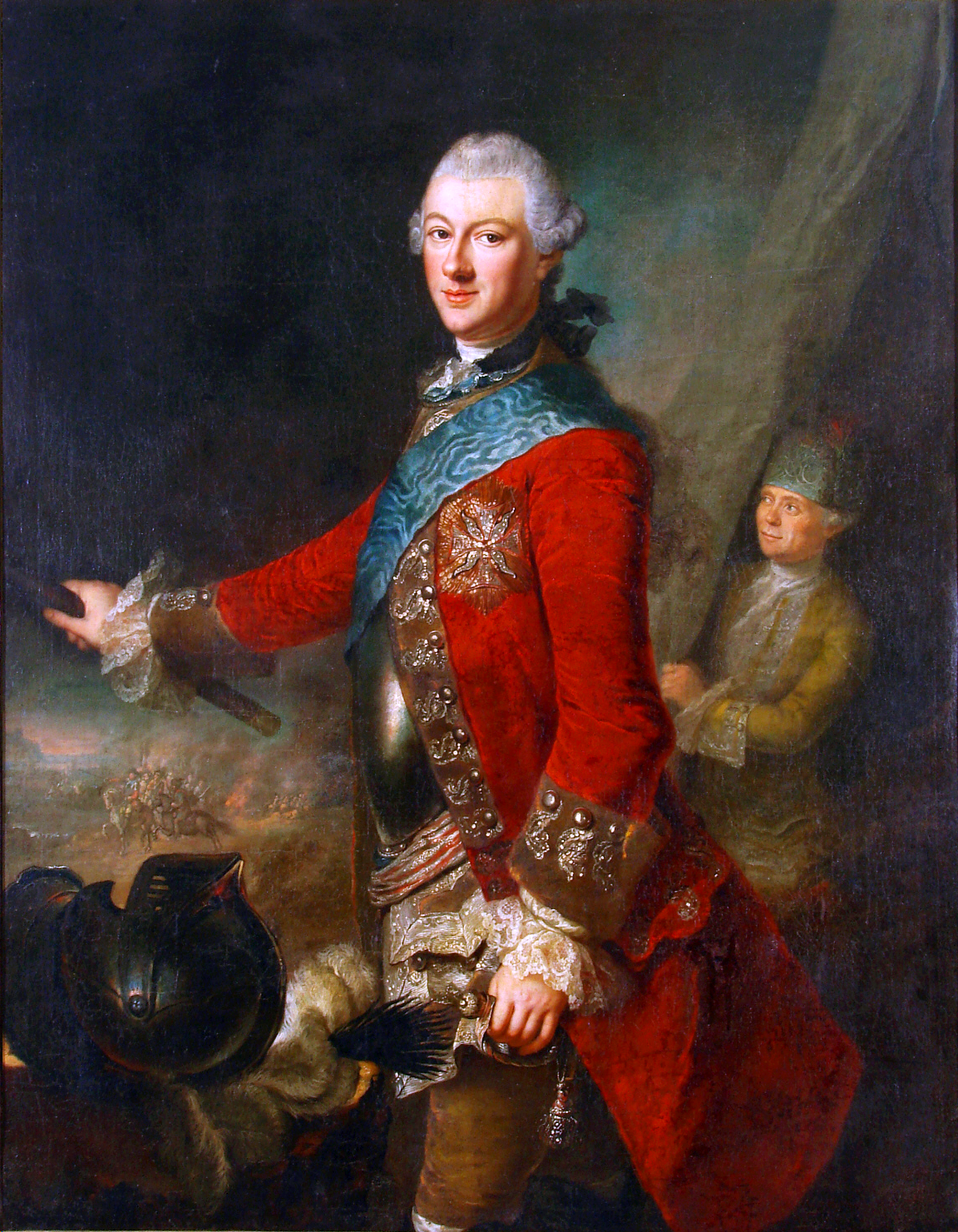
Michał Kazimierz Ogiński.

On connaît, en gros, le milieu d’où venaient 114 des 158 contributeurs connus de l’Encyclopédie. Au moins six des seize encyclopédistes non français et quatre des 124 encyclopédistes français appartenaient à la haute noblesse. Le comte polonais Ogiński faisait partie des plus grandes familles du grand-duché de Lituanie, et les familles Necker, Tronchin, Lubières, Bertrand et Polier du patriciat suisse. Parmi les Français, on trouve Boufflers, Jaucourt, Tressan et Turgot dont les familles étaient de haute noblesse. Au moins 36 autres encyclopédistes venaient de la petite noblesse, comme Bordeu dont le père, qui était médecin à Izeste près de Pau, était entré par mariage dans une famille noble, ou Bourgelat dont le père, riche drapier lyonnais, avait été anobli pour ses services comme échevin.
Sur les 130 restants, au moins 31 venaient de familles de bonne bourgeoisie ; leurs pères étaient médecins, pharmaciens, avocats, juges, négociants, ingénieurs ou exerçaient des professions apparentées. Quatre appartenaient à la petite bourgeoisie ; leurs pères étaient par exemple maîtres d’école ou merciers. Au moins 16 encyclopédistes venaient de familles d’artisans, comme l’horloger Ferdinand Berthoud ou l’orfèvre Philippe-Antoine Magimel sans que cela ait nécessairement nui à leurs études, comme dans le cas de Diderot dont le père – maître-coutelier qui avait réussi – tint à lui donner la meilleure éducation possible.

### Niveau d’études
La plupart des encyclopédistes dont le nom est connu avaient reçu une éducation soignée. Il y a des cas comme Jean Romilly, obligé très tôt de travailler dans l’entreprise paternelle d’horlogerie et dont les manuscrits montrent un nombre invraisemblable de fautes d’orthographe et de ponctuation, mais ceux-ci constituent l’exception. Pour 87 encyclopédistes, ce qui fait environ 62 %, il est prouvé qu’ils ont fréquenté le collège. Neuf d’entre eux ont fréquenté des écoles protestantes hors de France, comme Jaucourt, envoyé par son père (sous un faux nom) à l’Académie de Genève, Cambridge et Leyde où d’autres encyclopédistes ont aussi été accueillis. Au moins 25 des encyclopédistes, qui n’étaient pas d’origine française, ont fréquenté des collèges dirigés par les jésuites et 18 d’autres, proches du jansénisme. Après leur formation scolaire, la majorité des encyclopédistes sont allés à l’université, la plupart pour étudier la médecine, le droit ou la théologie. 24 ont été reçus docteur en médecine, 25 autres obtenant un diplôme juridique. Au total, F. A. Arthur qualifie les encyclopédistes de groupe remarquablement instruit pour leur temps et dont le niveau d’éducation a considérablement favorisé l’ascension sociale.

### Milieu professionnel

D’Alembert.

Parmi les professions des encyclopédistes, on peut distinguer trois grandes catégories : 23 d’entre eux pratiquaient la médecine, 24 enseignaient dans des écoles ou des universités et 24 autres servaient en tant que fonctionnaires royaux. Le groupe le plus important qui venait ensuite était celui des ecclésiastiques, qui se partageait entre six prêtres catholiques et quatre pasteurs protestants. Neuf autres travaillaient comme avocats ou juges. En revanche, peu de ceux qui se sont impliqués dans l’Encyclopédie avaient embrassé la carrière des armes. Parmi eux c’est Ogiński, général de l’armée lituanienne, qui apparaît au premier rang. Quatre des encyclopédistes étaient des entrepreneurs. Allut avait repris la manufacture de verre de son père, Bouchu travaillait dans la métallurgie du fer, et les deux éditeurs de l’Encyclopédie, David et Le Breton, faisaient partie de la Guilde des libraires et des imprimeurs de Paris, la Communauté des libraires et imprimeurs. Enfin venaient deux architectes (Blondel et Lucotte), un diplomate (Grimm), un pharmacien (Montet), deux géographes (Bourguignon d'Anville et Robert de Vaugondy) et un sculpteur (Falconet).

### Compétences
La qualité des articles de l’Encyclopédie est à l’aune de celle de ses contributeurs sur les sujets traités.
Chargé de la partie dévolue aux arts mécaniques, Diderot se fit aider de Goussier et de Lucotte, qui étaient non seulement des artisans fort capables disposant de connaissances sur nombre de métiers, mais étaient également des généralistes. La qualité des articles techniques est évidente à chaque fois que Diderot, qui préférait les praticiens, réussit à recruter des experts dans leur partie, tels que Berthoud et Jean Romilly pour l’horlogerie, Allut pour la verrerie, Magimel pour l’orfèvrerie ou Bouchu pour les forges. On sait également que Diderot, le fils du maître-coutelier qui apprenait tout ce qu’il voulait d’aussi bonne foi que si toute sa vie et sa capacité eussent du se consommer dans cette étude, lorsqu’il ignorait tout d’un art mécanique, prenait le temps de l’étudier de manière pratique. Il passait des journées entières dans les ateliers, commençant par examiner attentivement une machine, se la faisant expliquer, démonter, remonter. Ensuite l’ouvrier travaillait devant lui ; enfin, Diderot lui-même prenait la place de l’ouvrier qu’il étonna plus d’une fois par son adresse et sa pénétration. Il se rendit ainsi familières les machines les plus compliquées, telles que le métier à bas et le métier à fabriquer les velours ciselés. Il finit par posséder très bien l’art des tissus de toile, de soie et de coton ; et les descriptions qu’il en a données sont le résultat de son expérience.
Goussier séjourna plusieurs semaines à Montargis, à Cosne-sur-Loire, en Champagne et en Bourgogne pour s’informer sur la fabrication du papier, des ancres, du fer et du verre. Résultant d’une visite de ce dernier aux ateliers de Laigle, en Normandie où elles étaient fabriquées, l’article « aiguille » de Deleyre en détaille la fabrication en dix-huit étapes de façon si claire que Adam Smith la reprend pour illustrer dans son principe de la division du travail dans sa Richesse des nations.
La contribution de D’Alembert, chargé des parties scientifiques, à la partie mathématiques et physique est exceptionnelle. Si d’autres mathématiciens, comme La Chapelle, écrivirent trop vite pour pouvoir être remarqués, des physiciens comme Charles Le Roy, Jean-Baptiste Le Roy, Le Monnier valent d’être mentionnés. Turgot soumit même des recherches originales sur les propriétés de l’air qui furent d’utilité à Lavoisier.

### Origine géographique
« L’Encyclopédie fut bien plus qu’un livre. Ce fut une faction… l’Europe entière s’y mit. »

— Jules Michelet, Histoire de France
Si la plupart des collaborateurs sont français, une partie est originaire de l'étranger (Lorraine, Suisse, Prusse, Pologne, Lituanie, Portugal…) Cette disparité témoigne du réseau intellectuel tissé à travers l'Europe du milieu du XVIIIe siècle et de l'étendue de l'intérêt porté au projet éditorial.

## Mobilisation

### Gua de Malves
Après l’échec du projet de traduction de la Cyclopaedia de Chambers avec l’Allemand Gottfried Sellius et l’Anglais John Mills, l’éditeur parisien André-François Le Breton s’associa avec trois collègues parisiens, Michel-Antoine David, Laurent Durand et Antoine-Claude Briasson et engagea l’abbé Jean-Paul de Gua de Malves comme éditeur du nouveau projet. Celui-ci recruta son ami Pierre Tarin tandis que les éditeurs sollicitèrent leurs auteurs, Diderot et D’Alembert, le premier amenant Marc-Antoine Eidous et François-Vincent Toussaint avec qui il avait traduit le Dictionnaire universel de médecine de James. Le chirurgien royal François Gigot de Lapeyronie suggéra le nom de son jeune collègue Antoine Louis.

### Diderot et D’Alembert
Gua de Malves ayant été écarté du projet en août 1747, les éditeurs signent un nouveau contrat nommant Diderot et D’Alembert éditeurs. C’est à eux que devait désormais échoir la tâche de recruter les futurs contributeurs. Le prestige académique de D’Alembert lui servit à amener Montesquieu en 1753 et, en 1754, Voltaire, qui amena les pasteurs Élie Bertrand et Polier de Bottens. C’est sûrement à D’Alembert qu’on doit également la présence de l’astronome Ratte, les mathématiciens Georges-Louis Le Sage, La Chapelle, Bouchaud et Necker.
Diderot, de son côté, recruta son ami d’alors Rousseau pour la musique après le refus de Rameau, Le Roy, Landois, le président de Brosses mais il n’hésita pas à faire appel à ses amis et ses connaissances, comme Bouchu, un métallurgiste de sa ville natale, qui fournit l’article « forge ».
Certains encyclopédistes comme Le Roy, Daubenton, Marmontel et Saint-Lambert, étaient des amis communs de Diderot et D’Alembert.

### Diderot
Avec le scandale de la publication de l’article « Genève » en 1757, D’Alembert démissionna, laissant Diderot seul éditeur. Certains contributeurs ayant également quitté l’Encyclopédie à la même époque, ce dernier trouva de nouveaux rédacteurs parmi ses amis, au nombre desquels on recense Damilaville, Falconet, Fenouillot, Grimm, Montamy et Naigeon, le comte mélomane Ogiński de passage à Paris et jusqu’à son propre logeur, Guillotte, un militaire en retraite qui rédigea l’article « pont militaire ».
Certains encyclopédistes proposèrent leurs services, tel le pasteur Formey qui, ayant eu vent du projet en cours proposa à l’éditeur Briasson de lui vendre trois cents livres 1800 pages manuscrites. D’autres fois, le recrutement se fit par cooptation. Ainsi, Venel fit appel à l’aide D’Aumont et de Menuret ; peut-être a-t-il également sollicité la collaboration de Fouquet, Montet et Willermoz. Paris de Meyzieu aida à recruter, à l’École royale militaire qu’il dirigeait, Douchet qui amena, à son tour, Beauzée. Malesherbes, le directeur de la librairie et protecteur officieux de l’Encyclopédie aurait également contribué à recruter Venel et Bourgelat. Deux des éditeurs, Le Breton et David, fournirent même quelques articles.

## Liste des contributeurs connus

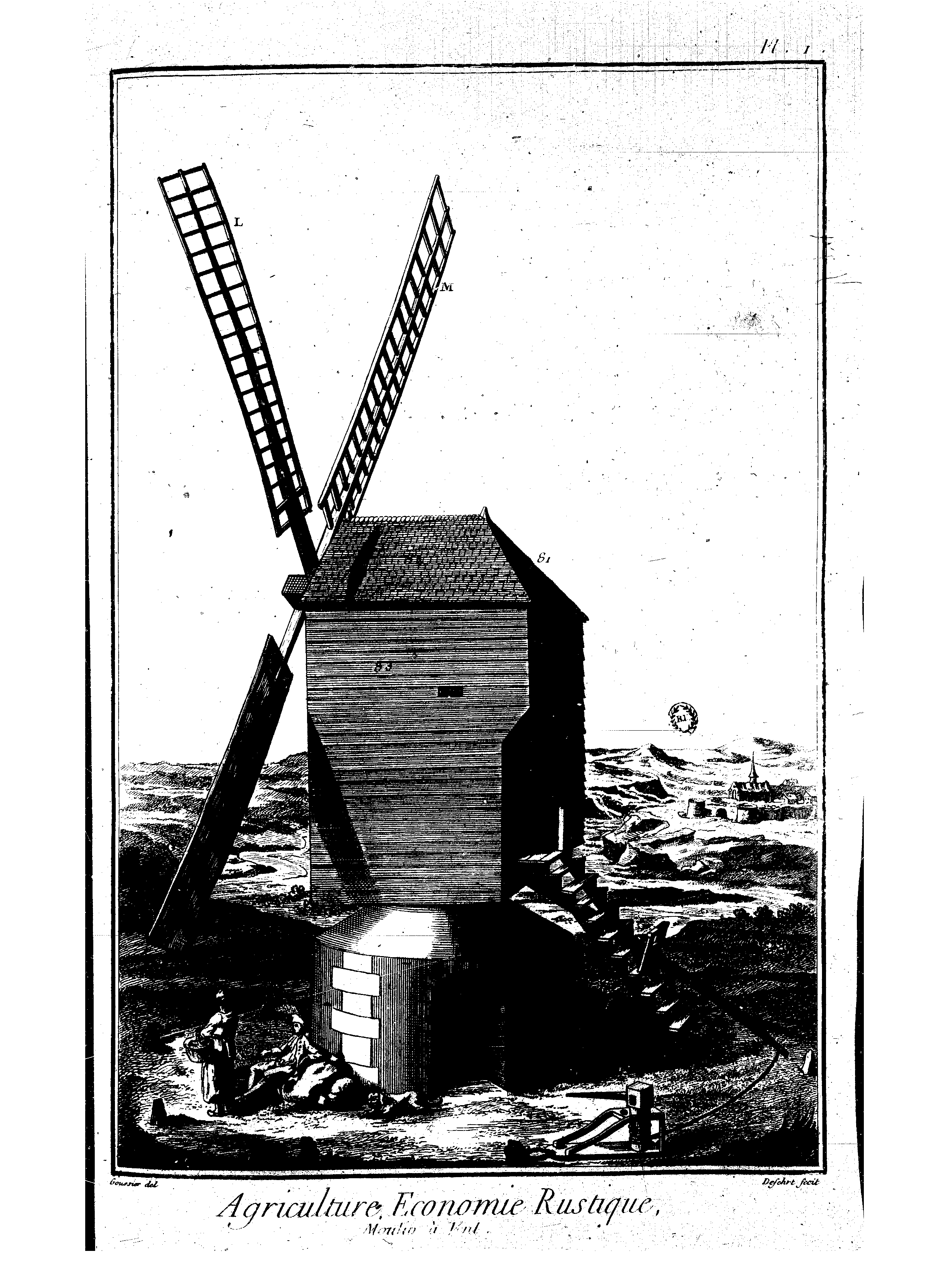
Planche Économie. Agriculture rustique de l’Encyclopédie, vol..

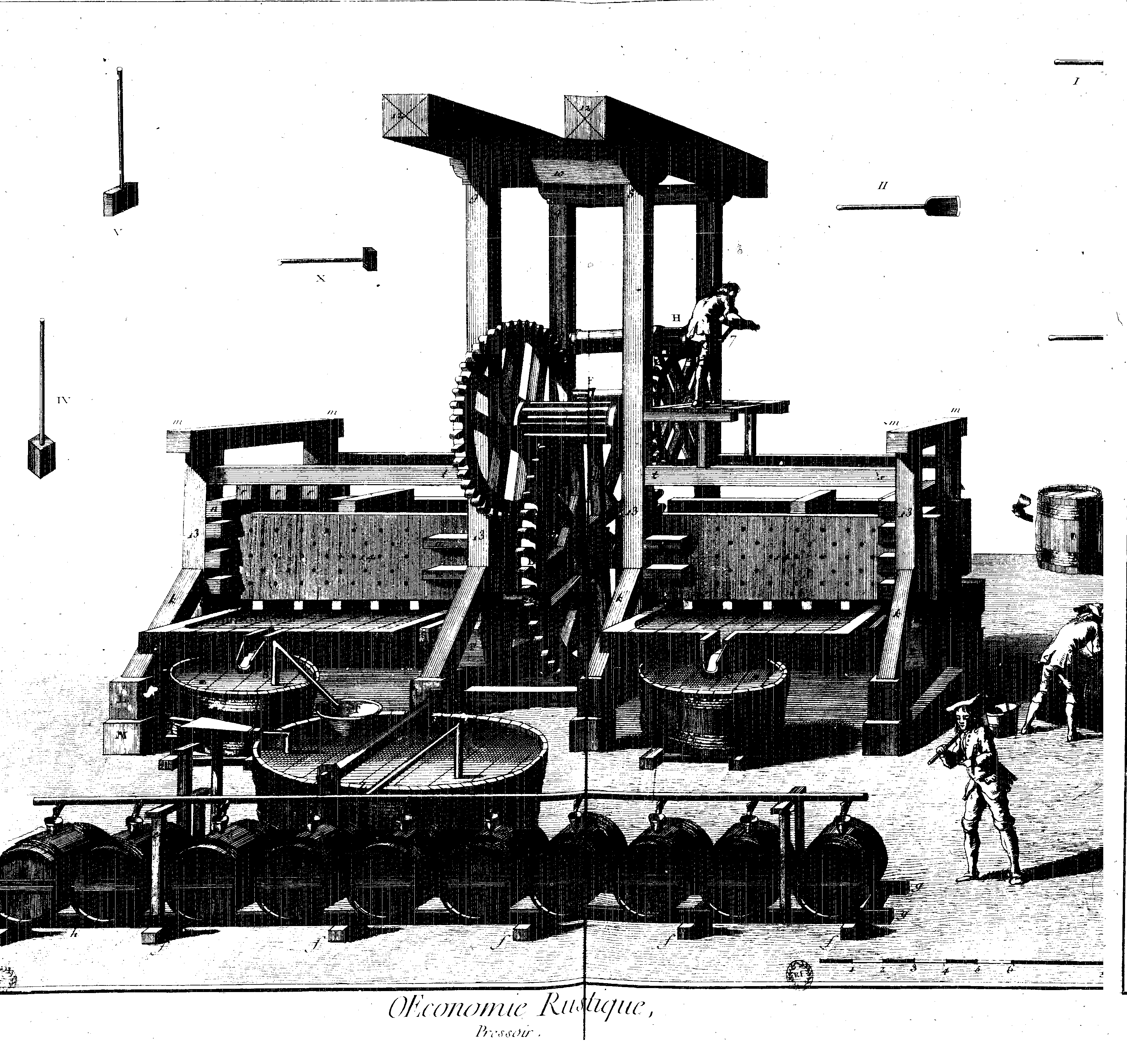
Planche Œconomie rustique de l’Encyclopédie, vol..

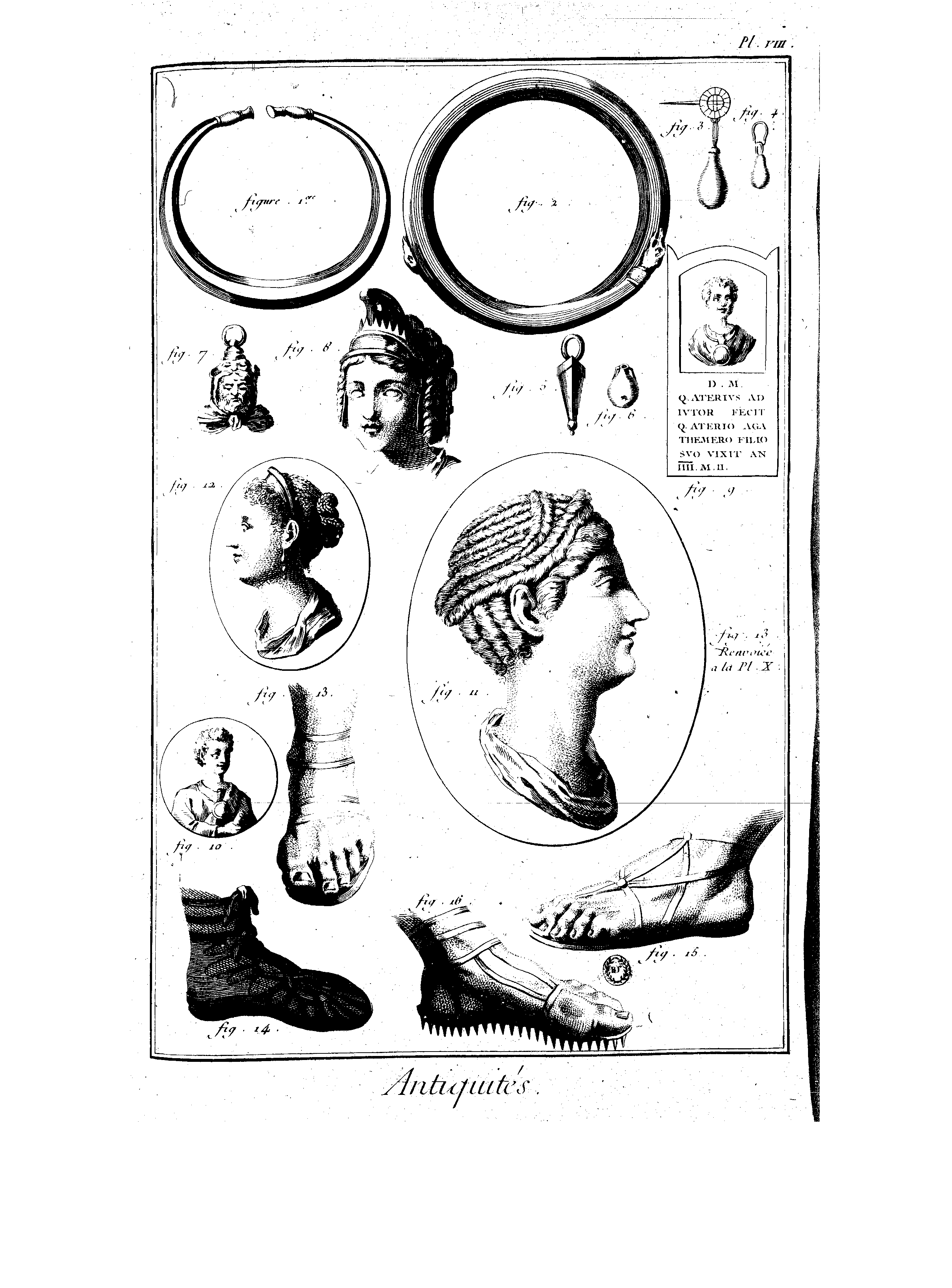
Planche Antiquités de l’Encyclopédie, vol..

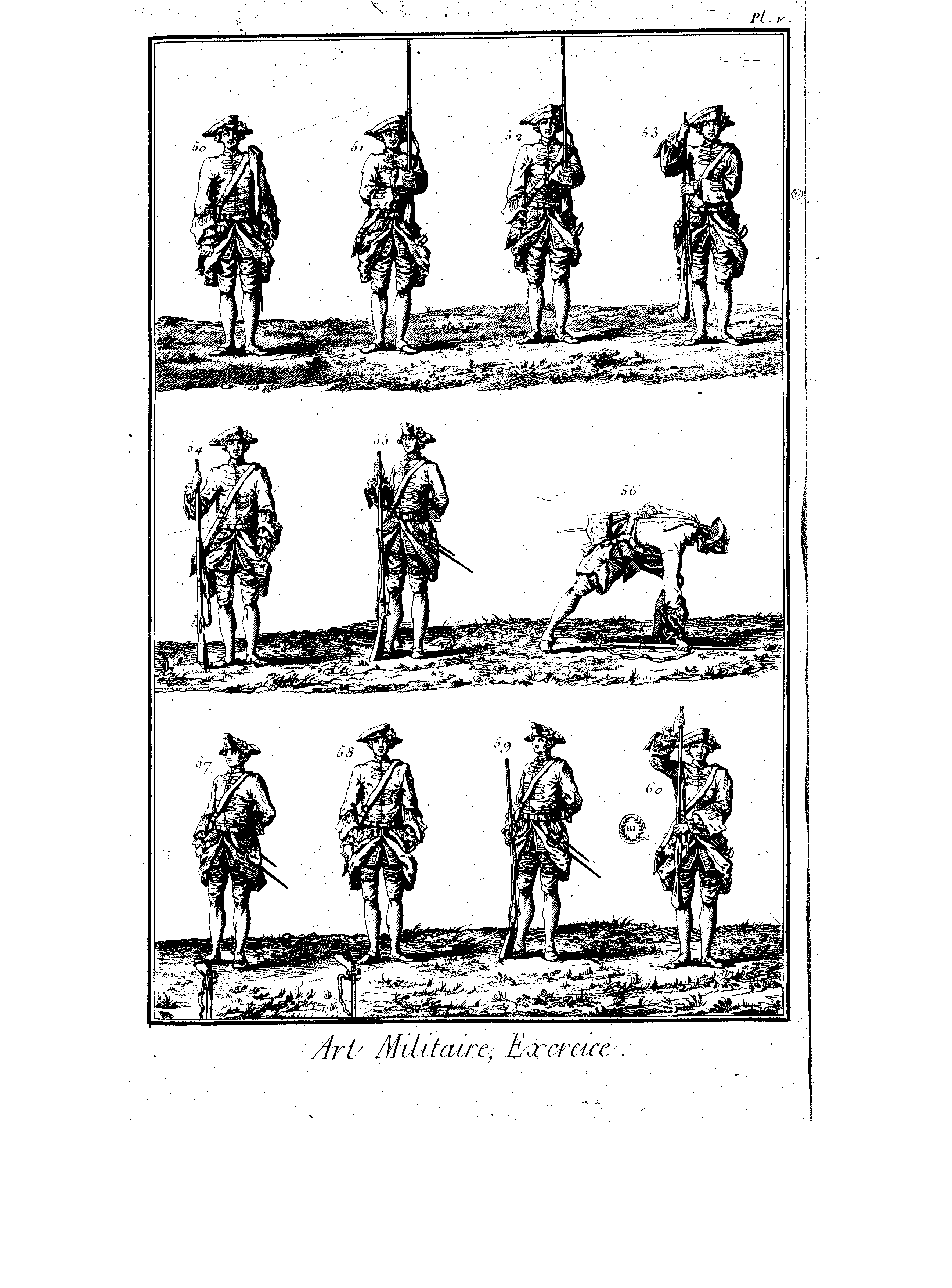
Planche Art militaire. Exercices. de l’Encyclopédie, vol..

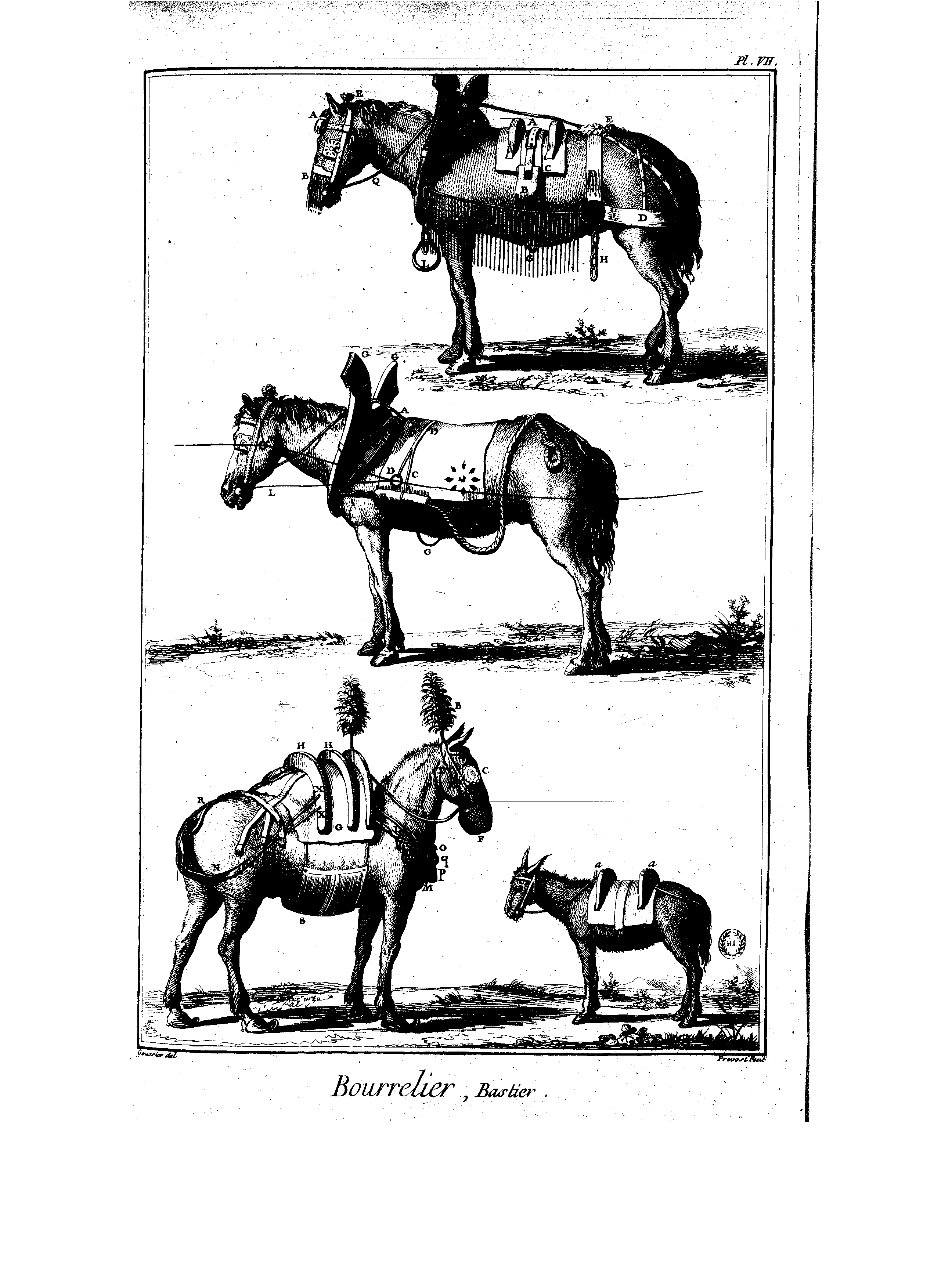
Planche Bourrelier, Bastier. de l’Encyclopédie, vol..

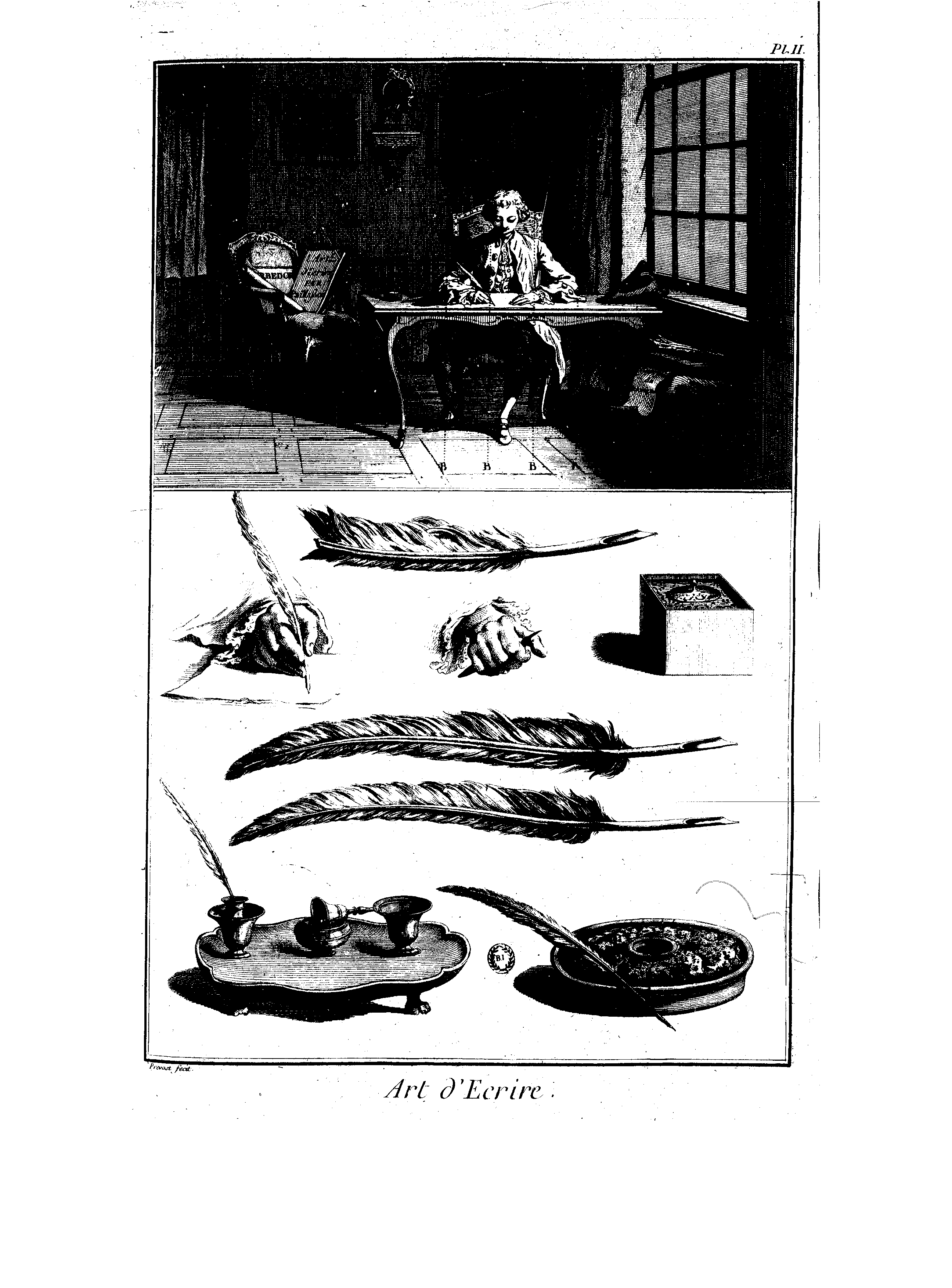
Planche Art d’écrire de l’Encyclopédie, vol..

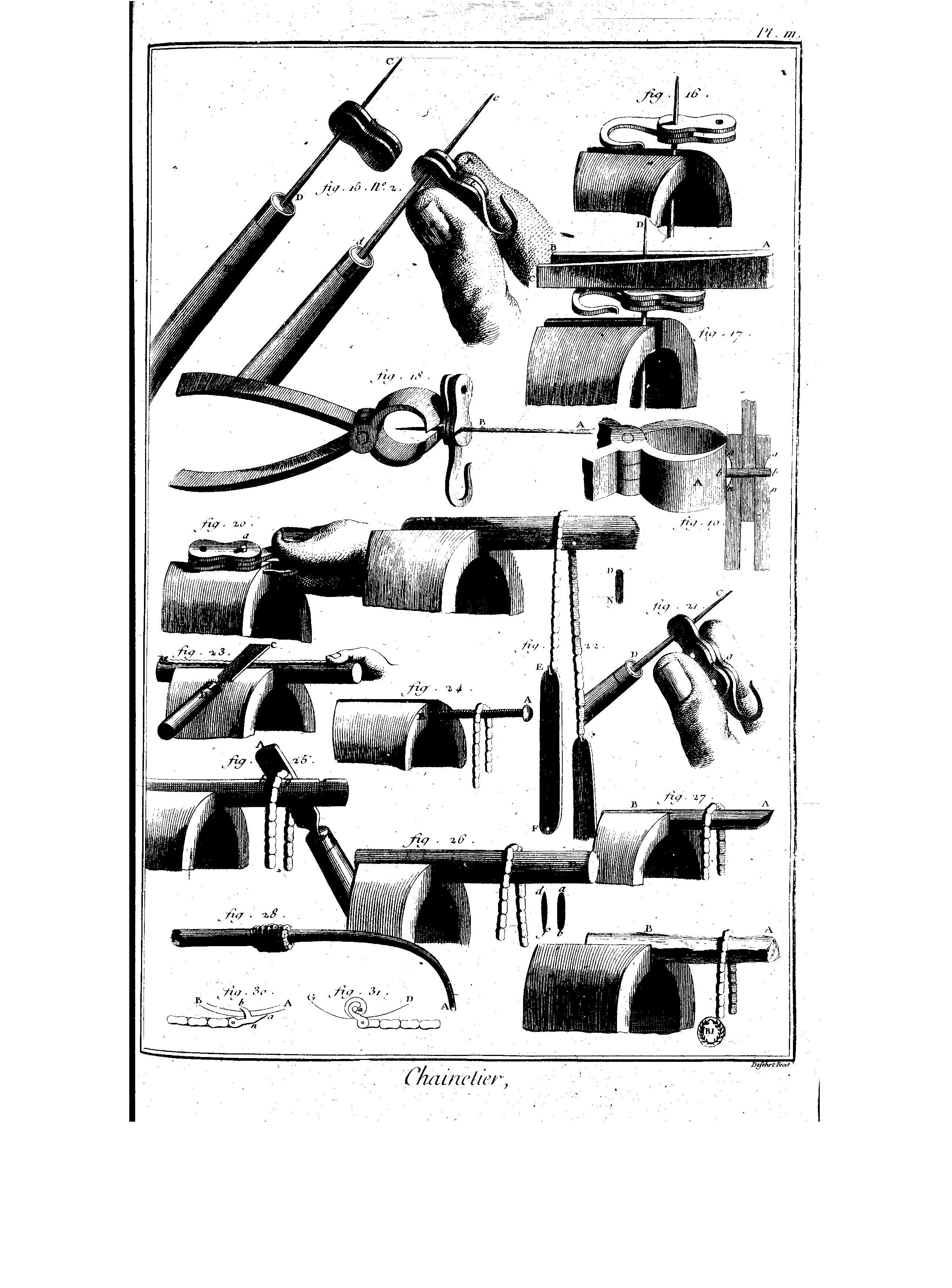
Planche Chainetier de l’Encyclopédie, vol..

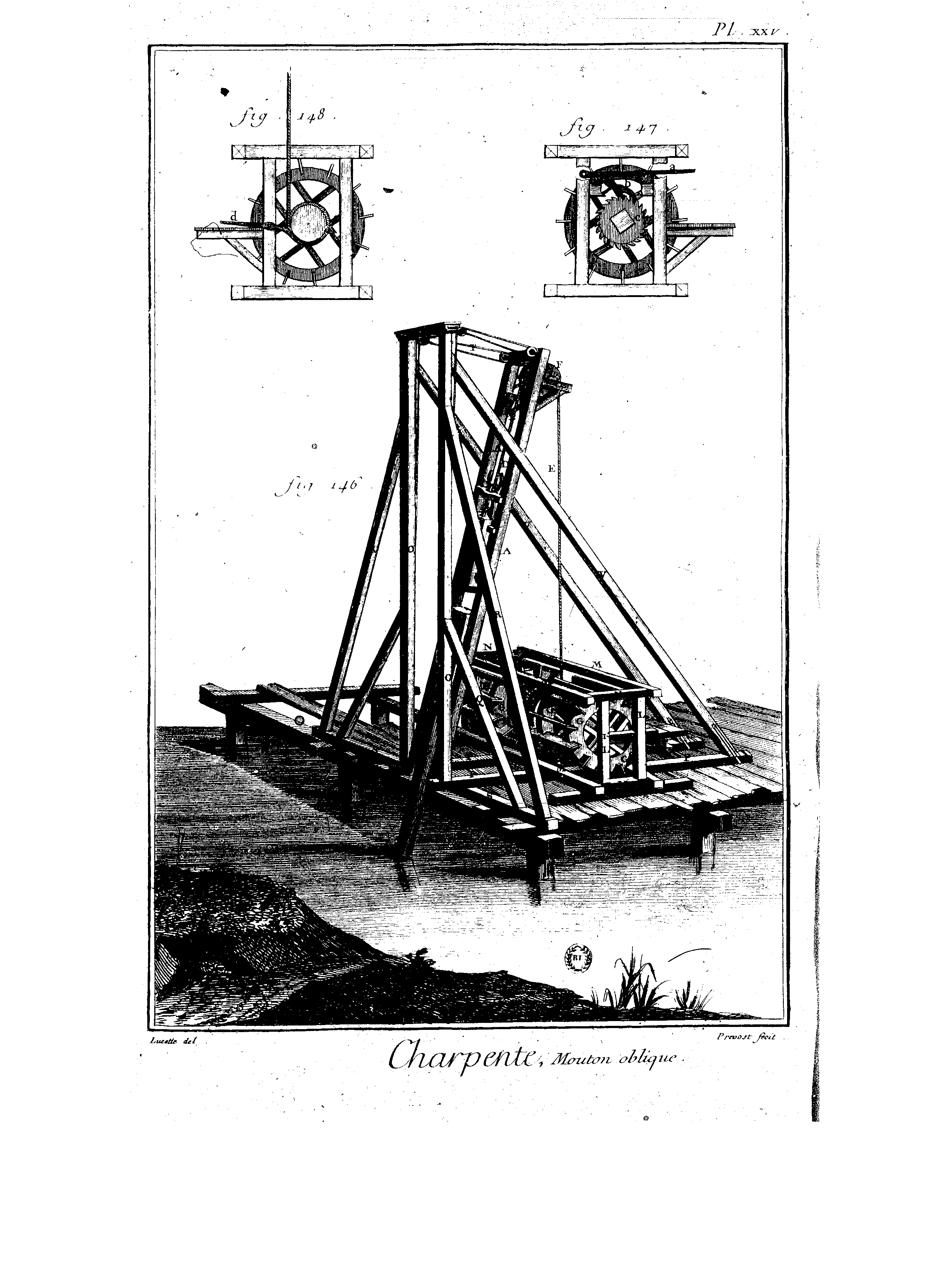
Planche Charpente de l’Encyclopédie, vol..

Le tableau reprend les noms des auteurs qui ont contribué au texte ou aux illustrations des 17 tomes de l’Encyclopédie.

## Signatures des contributeurs
Les articles de l’Encyclopédie sont souvent signés d’une lettre ou d’un signe qui permet d’identifier leur auteur.

## Les illustrateurs
- M. Pinault-Sørensen, F. A. Kafker, Notices sur les collaborateurs du recueil de planches de l'Encyclopédie, Recherches sur Diderot et sur l'Encyclopédie, 1995, no 18-19, p. 200-230.

### Le frontispice
Le frontispice est un dessin original de Charles-Nicolas Cochin gravé par Bonaventure Louis Prévost.

### Goussier

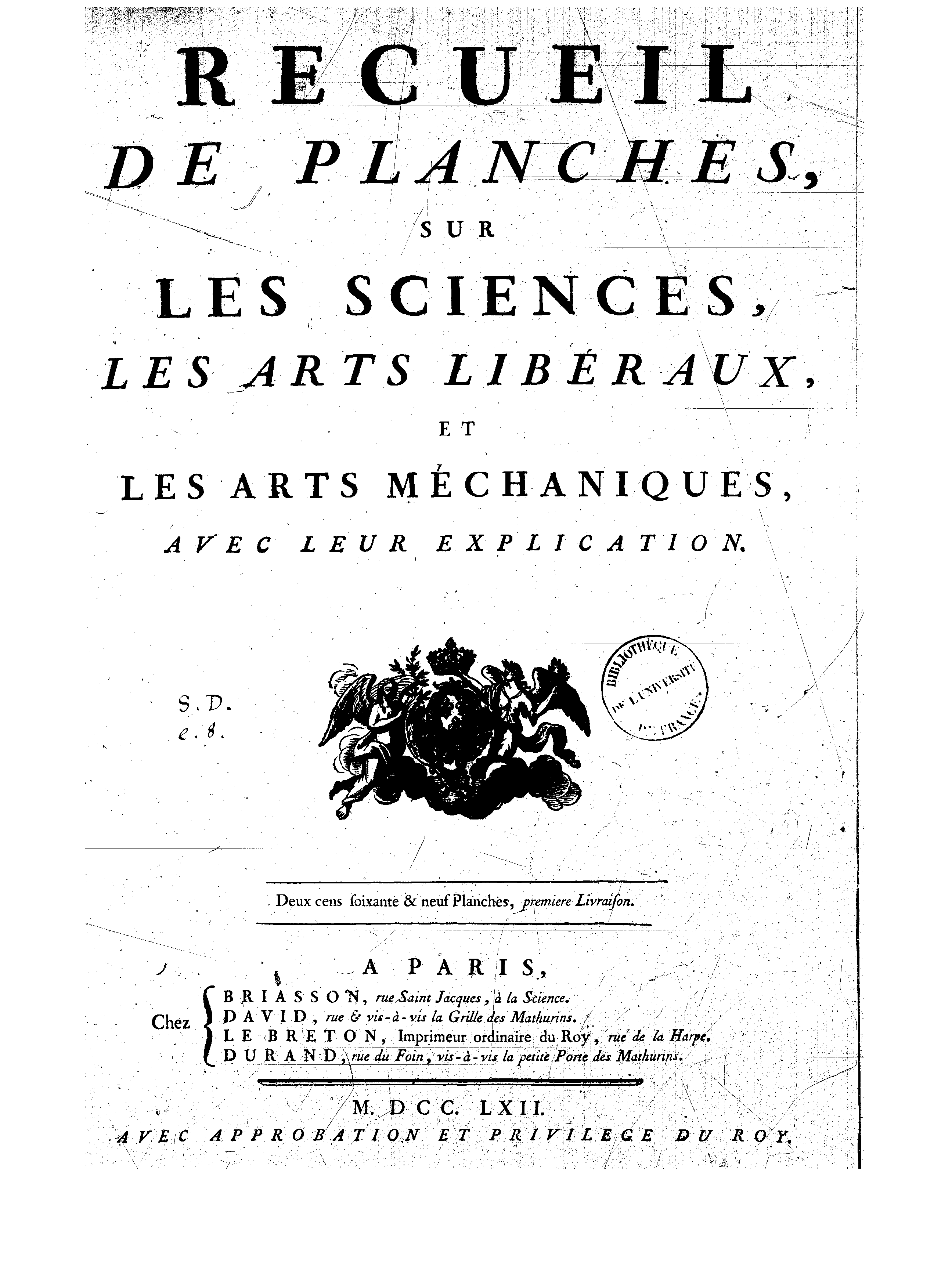
Premier volume de planches, 1762.

Louis-Jacques Goussier est recruté en 1747 par D’Alembert. Dans un premier temps, Diderot avait demandé à Goussier de redessiner des illustrations préexistantes, comme le traité d’anatomie de Vésale. Mais, à la suite d'un procès pour plagiat, il devra finalement faire de ses planches une œuvre inédite.
De 1747 à 1760, il effectue un véritable reportage auprès de toutes les corporations : mineurs, forgerons, artistes, etc. Il dessine lui-même plus de 900 planches, soit près d’un tiers des 2885 planches.
Louis-Jacques Goussier est le seul dessinateur à être cité dans le Discours préliminaire de l’Encyclopédie. Diderot, le présentait comme « celui qui a dessiné tout ce qu’il y a de bonnes planches dans notre encyclopédie ».
Certains, comme l’horloger Ferdinand Berthoud, au vu des trois premiers volumes d’illustrations de l’Encyclopédie, n’hésitent d’ailleurs pas à qualifier Louis-Jacques Goussier de « troisième auteur » de l’Encyclopédie, après Diderot et D’Alembert.

### Jacques Renaud Benard
Jacques Renaud Benard (Rosny-sous-Bois, 1731 - Paris, 1794) grave au burin ou dirige la gravure d’un très grand nombre de planches à compter du quatrième volume.

### Lucotte
Ancien élève à l’Académie royale d'architecture, Jacques-Raymond Lucotte, architecte et graveur, a fourni les articles « maçonnerie », « marbrier », « marqueterie », « menuiserie », « mosaïque (art. méchaniques) », « plomberie », « pont, des machines », « fleuriste », « formier », « tourbissure », « ganterie » et « serrurerie » dans les volumes IX à XVII de l’Encyclopédie de Diderot et D’Alembert. Il a également fourni plus de 45 commentaires et plus de 650 dessins aux volumes de planches.

### Pierre Soubeyran
Pierre Soubeyran est l'auteur de l'article Montre (chainette de) et de la planche qui y est associée.

## Autres partenaires
Claude Sallier
Diderot et d'Alembert lui rendent cet hommage : « Nous sommes principalement sensibles aux obligations que nous avons à M. l'abbé Sallier, Garde de la Bibliothèque du Roi : il nous a permis, avec cette politesse qui lui est naturelle, & qu'animoit encore le plaisir de favoriser une grande entreprise, de choisir dans le riche fonds dont il est dépositaire, tout ce qui pouvoit répandre de la lumiere ou des agrémens sur notre Encyclopédie. »

## Perception des encyclopédistes

### XXesiècle
À l'occasion du bicentenaire de Diderot, en 1913, un monument d'Alphonse Camille Terroir dédié aux encyclopédistes a été installé au Panthéon à Paris.

## Les contributeurs duSupplément
À priori, il semble que peu de collaborateurs des 17 premiers volumes aient également travaillé au Supplément. Diderot, en particulier, n'y pris pas part.
Si les certitudes sont rares (D'Alembert, Venel, Le Monnier), de nombreux doutes sont permis. En effet, des auteurs ayant choisi d'abord la sécurité de l'anonymat, peuvent avoir fait indiquer leur nom dans le Supplément. Le doute, en particulier, est permis pour les collaborateurs du Supplément nés 20 ans avant la fin de la rédaction de l'Encyclopédie, c'est-à-dire 1745.